# Emily Appleton
Emily Appleton (Chertsey, 1 de septiembre de 1999) es una tenista británica.

## Carrera
Appleton debutó en el WTA Tour en el 250 de Birmingham 2017, pero perdió en primera ronda contra Camila Giorgi. En 2022 tuvo su debut en dobles en el 250 de Birmingham, junto a Ali Collins, pero perdió contra Shuko Aoyama y Chan Hao-ching. En 2023 participó en el 250 de Nottingham, pero perdió contra Katie Boulter.
En 2024 debutó en Grand Slam en Wimbledon, junto a Lily Miyazaki. En primera ronda derrotaron a Wang Xiyu y Zhu Lin, pero perdieron contra Elise Mertens y Su-Wei Hsieh en la siguiente ronda.
Ganó su primer título WTA, junto a Maia Lumsden en 2024, en el 125 de Midland. En primera ronda vencieron a Alexandra Osborne y Leonie Küng, en cuartos de final a Rasheeda McAdoo y Sophie Chang, en semifinales a Hailey Baptiste y Whitney Osuigwe y en la final a Ariana Arseneault y Mia Kupres.